# 公共投資基金大樓
公共投資基金大樓（Public Investment Fund Tower）是位於沙烏地阿拉伯利雅德的一座摩天大樓，高385公尺。2021年完工，目前是利雅德第一高樓，以及沙烏地阿拉伯第二高樓。

## 外部連結
- Picture of the tower （页面存档备份，存于）